# Giovanni Battista Riccioli
Giovanni Battista Riccioli (Ferrara, 17 april 1598 – Bologna, 25 juni 1671) was een Italiaans astronoom en katholiek priester in de orde van de jezuïeten. Hij staat onder meer bekend om zijn experimenten met slingers en vallende lichamen, voor zijn 126 argumenten over de beweging van de aarde en voor de introductie van de huidige maannomenclatuur. Hij staat ook algemeen bekend om het ontdekken van de eerste dubbelster.

## Biografie
Riccioli werd geboren in Ferrara en trad op 6 oktober 1614 toe tot de Jezuïetenorde. Na het afronden van zijn noviciaat begon hij in 1616 geesteswetenschappen te studeren, eerst in Ferrara en vervolgens in Piacenza.
Riccioli studeerde van 1620 tot 1628 filosofie en theologie aan het College van Parma. De jezuïeten in Parma hadden een sterk programma van experimenten ontwikkeld. Een van de beroemdste Italiaanse jezuïeten van die tijd, Giuseppe Biancani (1565–1624), gaf les in Parma toen Riccioli daar aankwam. Biancani stond open voor nieuwe astronomische ideeën, zoals het bestaan van maanbergen en werkte samen met de jezuïetenastronoom Christoph Scheiner (1573–1650) aan waarnemingen van zonnevlekken. 
Riccioli bouwde een astronomisch observatorium in Bologna aan het College van St. Lucia, uitgerust met veel instrumenten voor astronomische waarnemingen, waaronder telescopen, kwadranten en sextanten. Riccioli behandelde niet alleen astronomie in zijn onderzoek, maar ook natuurkunde, rekenkunde, meetkunde, optica, gnomonica, geografie en chronologie. Hij werkte in Bologna samen met andere astronomen waaronder de jezuïet Francesco Maria Grimaldi (1618–1663).

## Wetenschappelijke werken (selectie)
Riccioli’s werken waren in het Latijn.

### Astronomie

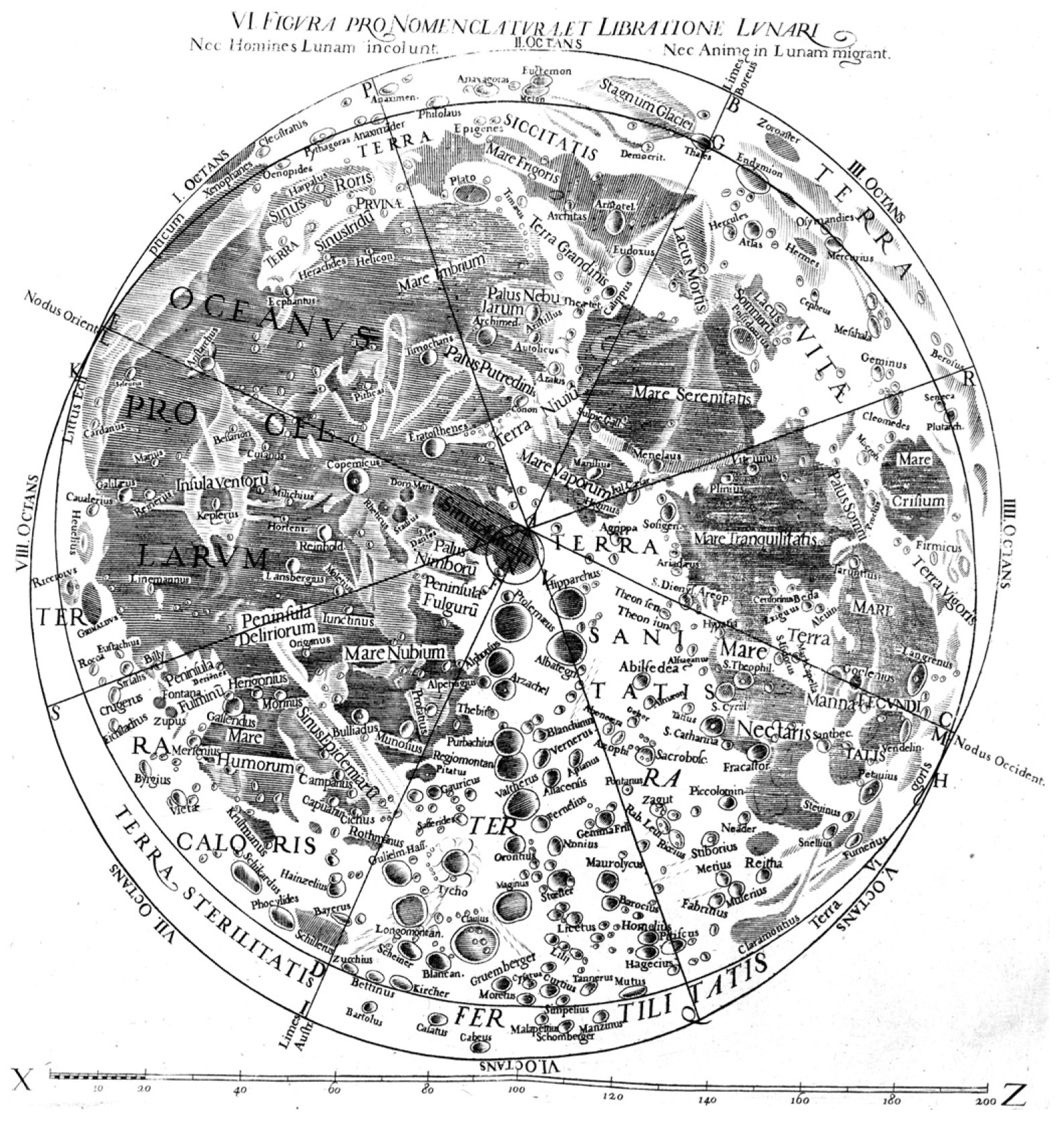
Kaart van de Maan, Almagestum novum, 1651

- Almagestum novum (nieuwe Almagest) (1651). Een van Riccioli's belangrijkste werken, een encyclopedisch werk dat bestaat uit meer dan 1500 foliopagina's (38 cm x 25 cm), dicht opeengepakt met tekst, tabellen en illustraties. Het werd een standaard technisch naslagwerk voor astronomen in heel Europa.
- Astronomia reformata (1665). Hoewel slechts de helft van de grootte van de Almagestum Novum overlapt de inhoud van de twee elkaar aanzienlijk. De Astronomia Reformata kan worden gezien als een beknopte en bijgewerkte versie van de Almagestum Novum.
- Geographicae crucis fabrica et usus ad repraesentandam ... omnem dierum noctiumque ortuum solis et occasum (Ferroni: 1643)[2]
- Geographiæ et hydrographiæ reformatæ libri duodecim (1661)
- Geographiæ et hydrographiæ reformatæ: nuper recognitæ & auctæ libri duodecim (1672)
- Vindiciae calendarii Gregoriani adversus Franciscum Leveram (1666)
- Apologia R.P. Io. Bapt. Riccioli Societatis Iesu pro argumento physicomathematico contra systema Copernicanum (1669)
- Tabula latitudinum et longitudinum (1689)

### Theologie
- Evangelium unicum Domini nostri Jesu Christi ex verbis ipsis quatuor Evangelistarum conflatum et in meditationes distributum (1667)
- Immunitas ab errore tam speculativo quam practico definitionum s. Sedis apostolicae in canonizatione sanctorum, in festorum ecclesiasticorum institutione et in decisione dogmatum, quae in verbo Dei scripto, traditove implicite tantum continentur, aut ex alterutro sufficienter deducuntur (1668)
- De distinctionibus entium in Deo et in creaturis tractatus philosophicus ac theologicus (1669)

## Vernoeming
Een inslagkrater op de Maan werd vernoemd naar hem:
- Riccioli